# ديانا و إيكتيان
ديانا و إيكتيان هي لوحة زيتية رسمها الفنان تيتيان في القترة بين 1556 1559.